# Szalagos fehérarcúmadár
A szalagos fehérarcúmadár (Aphelocephala nigricincta) a madarak osztályának verébalakúak (Passeriformes) rendjébe, az ausztrálposzáta-félék (Acanthizidae) családjába tartozó  faj.

## Rendszerezése
A fajt Alfred John North ausztráliai ornitológus írta le 1895-ben, a Xerophila nembe Xerophila nigricincta  néven. A családot egyes szervezetek a gyémántmadárfélék (Pardalotidae) családjának, Acanthizinae alcsaládjáként sorolják be.

## Előfordulása
Ausztrália területén honos. Természetes élőhelyei a szubtrópusi és trópusi száraz cserjések és legelők, valamint homokos és köves dombok.

## Megjelenés
Testhossza 10 centiméter, testtömege 11 gramm.

## Életmód
Rovarokkal táplálkozik, de fogyaszt magvakat is.

## Természetvédelmi helyzete
Az elterjedési területe rendkívül nagy, egyedszáma pedig stabil. A Természetvédelmi Világszövetség Vörös listáján nem fenyegetett fajként szerepel.